# Didymeles
Didymeles és un gènere d'angiospermes de la família Buxaceae. El gènere només compta amb dues espècies d'arbres de fulla persistent restringits a Madagascar i les Illes Comores.

## Espècies
El gènere Didymeles inclou tres espècies:
- Didymeles integrifolia J.St.-Hil. - Madagascar, Comores[3]
- Didymeles madagascarensis Willd. - Madagascar, Comores[2]
- Didymeles perrieri Leandri - Madagascar[3]